# Adunata nazionale dei bersaglieri

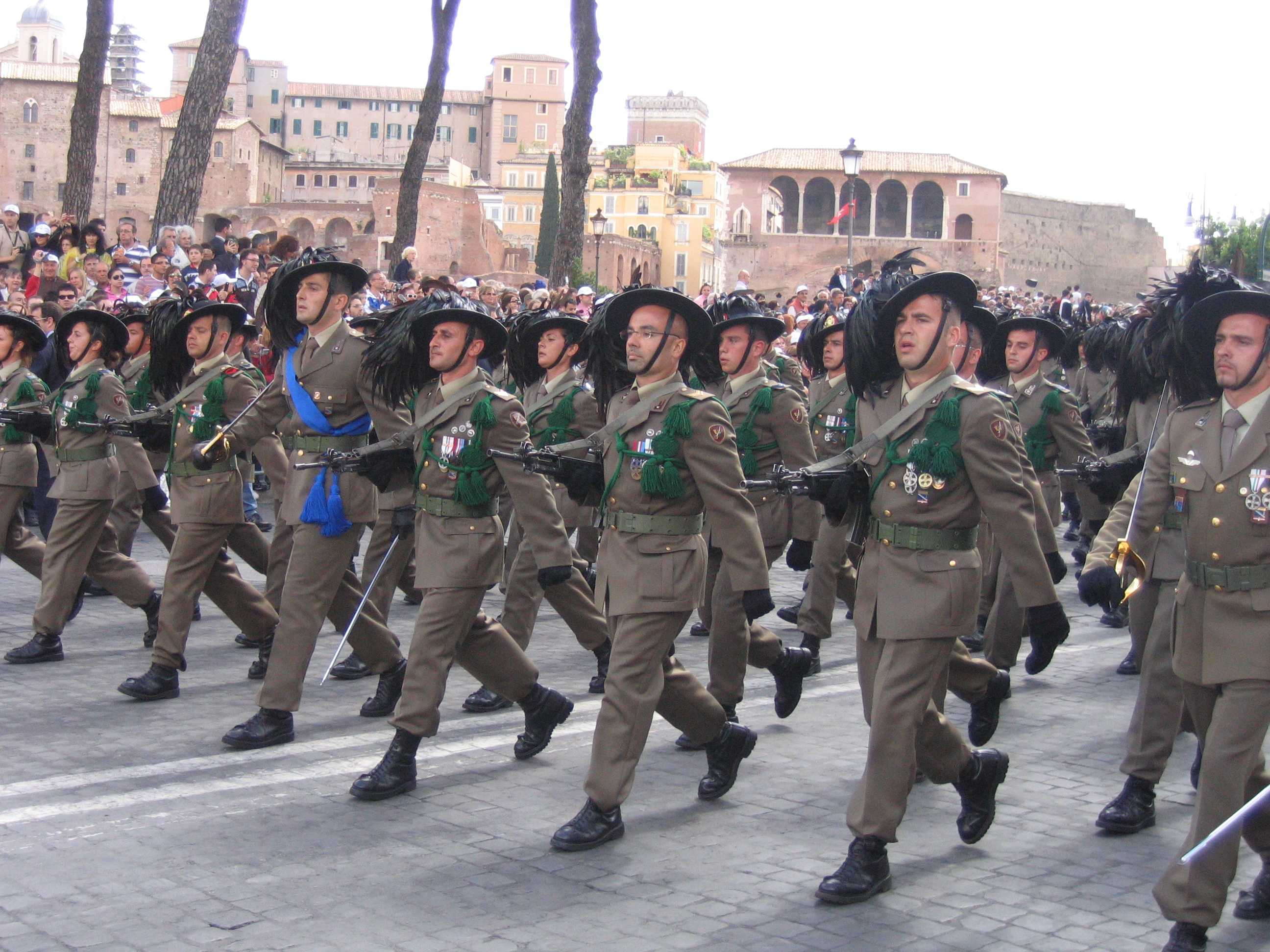
8º Reggimento dei bersaglieri in marcia

L'adunata nazionale dei bersaglieri, o raduno nazionale dei bersaglieri, è una manifestazione che si svolge a cadenza annuale, in genere durante il mese di maggio, in una città italiana scelta di volta in volta dal consiglio direttivo dell'Associazione nazionale bersaglieri.
Il primo raduno nazionale si svolse a Trieste nel 1923.

## La manifestazione
Il raduno nazionale si svolge in più giorni durante il quale si tengono concerti e caroselli delle fanfare, cerimonie, ed altri eventi simili. Il culmine della manifestazione è la domenica con la sfilata per le strade della città ospitante.
La sfilata ha inizio la mattina e vi partecipano i bersaglieri divisi per regione e per sezione di appartenenza. Di norma le prime a sfilare sono le sezioni estere, mentre per ultime marciano le sezioni locali e quella ospitante. Oltre ai bersaglieri prendono parte alla manifestazione anche le autorità locali e nazionali che prendono parte all'evento (ministri, sindaco, presidente della provincia e presidente della regione). Il resto delle persone e il pubblico si collocano ai lati della sfilata o sulle tribune situate al termine della stessa.
Le sezioni sfilano a piedi, al passo e di corsa, accompagnate generalmente dalle fanfare dei bersaglieri e dalle pattuglie di bersaglieri ciclisti.

## Le sedi delle adunate nazionali
La città ospitante viene scelta almeno con un paio di anni di anticipo, in modo da permettere alla sezione e alla città ospitante di organizzare l'evento. Una specifica commissione dell'ANB valuta le proposte delle città candidate e compie visite in loco per verificarne l'idoneità sulla base di diversi fattori, quali: la capacità ricettiva della zona, la disponibilità dei diversi enti pubblici, la viabilità locale, etc.
| Adunata                                                              | Periodo              | Località                  |
| -------------------------------------------------------------------- | -------------------- | ------------------------- |
| 1º raduno nazionale                                                  | maggio 1923          | Trieste                   |
| 2º raduno nazionale                                                  | 28-30 giugno 1924    | Bologna                   |
| 3º raduno nazionale                                                  | 18-20 settembre 1925 | Biella-Torino             |
| 4º raduno nazionale                                                  | 19-20 settembre 1926 | Mantova                   |
| 5º raduno nazionale                                                  | 19-20 settembre 1927 | Trento                    |
| 6º raduno nazionale                                                  | 13-15 settembre 1928 | Perugia                   |
| 7º raduno nazionale                                                  | 20-22 settembre 1929 | Napoli-Roma               |
| 8º raduno nazionale                                                  | 28-29 giugno 1931    | Bologna                   |
| 9º raduno nazionale                                                  | 18 settembre 1932    | Roma                      |
| 10º raduno nazionale                                                 | 19-20 marzo 1934     | Milano                    |
| 11º raduno nazionale                                                 | giugno 1936          | Biella                    |
| 12º raduno nazionale                                                 | giugno 1938          | Genova                    |
| 13º raduno nazionale                                                 | 1940                 | Trieste                   |
| Manifestazione sospesa dal 1940 al 1955 a causa degli eventi bellici |                      |                           |
| 14º raduno nazionale                                                 | 18-19 marzo 1955     | Milano                    |
| 15º raduno nazionale                                                 | 17-19 marzo 1956     | Trieste                   |
| 16º raduno nazionale                                                 | 15-16 marzo 1958     | Palermo                   |
| 17º raduno nazionale                                                 | 27-28 maggio 1961    | Torino                    |
| 18º raduno nazionale                                                 | 23-24 maggio 1963    | Roma                      |
| 19º raduno nazionale                                                 | 20-21 maggio 1965    | Napoli                    |
| 20º raduno nazionale                                                 | 6-7 maggio 1967      | Ravenna                   |
| 21º raduno nazionale                                                 | 19-20 settembre 1970 | Roma                      |
| 22º raduno nazionale                                                 | 23-24 settembre 1972 | Pescara                   |
| 23º raduno nazionale                                                 | 4-5 maggio 1974      | Venezia                   |
| 24º raduno nazionale                                                 | 20-21 settembre 1975 | Brescia                   |
| 25º raduno nazionale                                                 | 18-19 giugno 1977    | Milano                    |
| 26º raduno nazionale                                                 | 6-7 maggio 1978      | Siena                     |
| 27º raduno nazionale                                                 | 28-29 aprile 1979    | Napoli                    |
| 28º raduno nazionale                                                 | 17-18 maggio 1980    | Rimini                    |
| 29º raduno nazionale                                                 | 9-11 ottobre 1981    | Conegliano (TV)           |
| 30º raduno nazionale                                                 | 21-23 maggio 1982    | Pesaro                    |
| 31º raduno nazionale                                                 | 20-22 maggio 1983    | Viareggio (LU)            |
| 32º raduno nazionale                                                 | 25-27 maggio 1984    | Bari                      |
| 33º raduno nazionale                                                 | 24-26 maggio 1985    | Ancona                    |
| 34º raduno nazionale                                                 | 13-15 giugno 1986    | Torino                    |
| 35º raduno nazionale                                                 | 25-28 giugno 1987    | Firenze                   |
| 36º raduno nazionale                                                 | 6-8 maggio 1988      | Bergamo                   |
| 37º raduno nazionale                                                 | 18-21 maggio 1989    | Senigallia (AN)           |
| 38º raduno nazionale                                                 | 17-20 maggio 1990    | Asti                      |
| 39º raduno nazionale                                                 | 24-25 maggio 1991    | Ascoli Piceno             |
| 40º raduno nazionale                                                 | 8-10 maggio 1992     | Brindisi                  |
| 41º raduno nazionale                                                 | 7-9 maggio 1993      | Ferrara                   |
| 42º raduno nazionale                                                 | 5-8 maggio 1994      | Genova                    |
| 43º raduno nazionale                                                 | 4-7 maggio 1995      | Vicenza                   |
| 44º raduno nazionale                                                 | 16-19 maggio 1996    | Pescara                   |
| 45º raduno nazionale                                                 | 15-18 maggio 1997    | Trieste                   |
| 46º raduno nazionale                                                 | 21-24 maggio 1998    | Lucca                     |
| 47º raduno nazionale                                                 | 20-23 maggio 1999    | Biella                    |
| 48º raduno nazionale                                                 | 4-7 maggio 2000      | La Spezia                 |
| 49º raduno nazionale                                                 | 18-20 maggio 2001    | Bari                      |
| 50º raduno nazionale                                                 | 24-26 maggio 2002    | Perugia                   |
| 51º raduno nazionale                                                 | 16-18 maggio 2003    | Cremona                   |
| 52º raduno nazionale                                                 | 7-9 maggio 2004      | Ascoli Piceno             |
| 53º raduno nazionale                                                 | 19-22 maggio 2005    | Firenze                   |
| 54º raduno nazionale                                                 | 19-21 maggio 2006    | Vercelli                  |
| 55º raduno nazionale                                                 | 14-20 maggio 2007    | Napoli                    |
| 56º raduno nazionale                                                 | 22-25 maggio 2008    | Pordenone                 |
| 57º raduno nazionale                                                 | 22-24 maggio 2009    | San Giovanni Rotondo (FG) |
| 58º raduno nazionale                                                 | 14-16 maggio 2010    | Milano                    |
| 59º raduno nazionale                                                 | 17-19 giugno 2011    | Torino                    |
| 60º raduno nazionale                                                 | 16-17 giugno 2012    | Latina                    |
| 61º raduno nazionale                                                 | 18-19 maggio 2013    | Salerno                   |
| 62º raduno nazionale                                                 | 6-8 giugno 2014      | Asti                      |
| 63º raduno nazionale                                                 | 5-10 maggio 2015     | Rimini                    |
| 64º raduno nazionale                                                 | 24-29 maggio 2016    | Palermo                   |
| 65º raduno nazionale                                                 | 15-21 maggio 2017    | Pescara                   |
| 66º raduno nazionale                                                 | 7-13 maggio 2018     | San Donà di Piave (VE)    |
| 67º raduno nazionale                                                 | 13-19 maggio 2019    | Matera                    |
| 68º raduno nazionale                                                 | 15-20 settembre 2020 | Roma                      |
| 68º raduno nazionale                                                 | 24-26 settembre 2021 | Roma                      |
| 69º raduno nazionale                                                 | 16-22 maggio 2022    | Cuneo                     |
| 70º raduno nazionale                                                 | 22-28 maggio 2023    | La Spezia                 |
| 71º raduno nazionale                                                 | 2-5 maggio 2024      | Ascoli Piceno             |
| 72º raduno nazionale                                                 | 8-11 maggio 2025     | Marsala (TP)              |

### Città che hanno ospitato l'Adunata Nazionale dei Bersaglieri per più volte
| Città         | Numero adunate ospitate | Anni                                |
| ------------- | ----------------------- | ----------------------------------- |
| Roma          | 5                       | 1929, 1932, 1963, 1970, 2021 (2020) |
| Milano        | 4                       | 1934, 1955, 1977, 2010              |
| Napoli        | 4                       | 1929, 1965, 1979, 2007              |
| Torino        | 4                       | 1925, 1961, 1986, 2011              |
| Ascoli Piceno | 3                       | 1991, 2004, 2024                    |
| Biella        | 3                       | 1925, 1936, 1999                    |
| Pescara       | 3                       | 1972, 1996, 2017                    |
| Trieste       | 3                       | 1923, 1940, 1956, 1997              |
| Asti          | 2                       | 1990, 2014                          |
| Bari          | 2                       | 1984, 2001                          |
| Bologna       | 2                       | 1924, 1931                          |
| Firenze       | 2                       | 1987, 2005                          |
| Genova        | 2                       | 1938, 1994                          |
| La Spezia     | 2                       | 2000, 2023                          |
| Palermo       | 2                       | 1958, 2016                          |
| Perugia       | 2                       | 1928, 2002                          |
| Rimini        | 2                       | 1980, 2015                          |